# Juris Bārzdiņš
Juris Bārzdiņš (21 de juliol de 1966) és un polític letó, membre del partit Partit Verd de Letònia, i que fou Ministre de Salut de Letònia a partir del 3 de novembre de 2010, i fins al 25 d'octubre de 2011, que va ser substituït per Ingrīda Circene.